# Agnieszka Dowbor-Muśnicka
Agnieszka Dowbor-Muśnicka ps. Gusia (ur. 7 września 1919 w Lusowie, zm. 20 lub 21 czerwca 1940) – polska działaczka konspiracyjna okresu II wojny światowej, córka gen. Józefa Dowbora-Muśnickiego i Agnieszki Korsońskiej.

## Życiorys

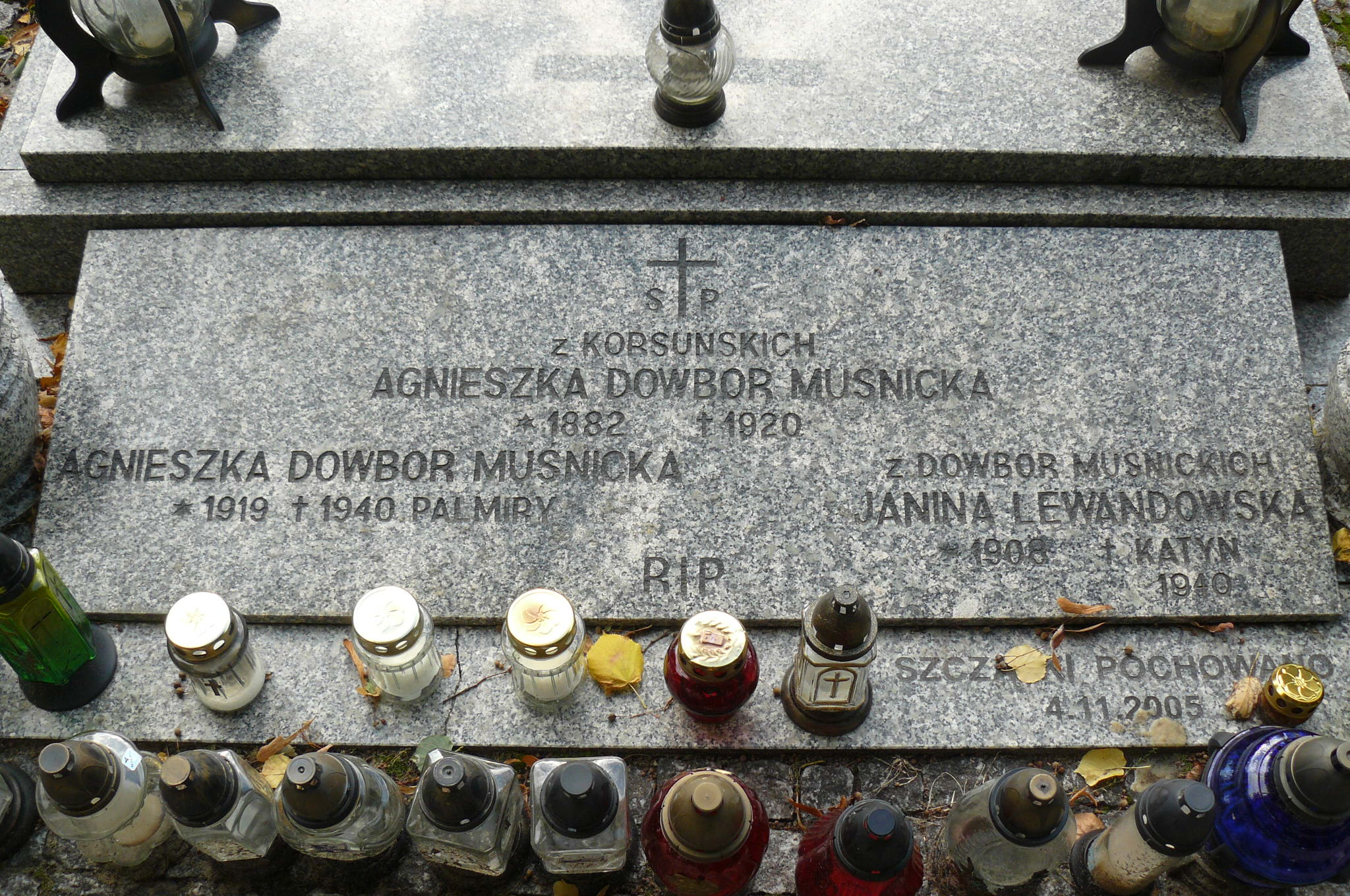
Inskrypcja upamiętniająca Agnieszkę Dowbor-Muśnicką na grobowcu rodzinnym

Ukończyła w 1937 Państwowe Gimnazjum i Liceum im. Generałowej Zamoyskiej. W połowie września 1939 przeniosła się do Warszawy. Działała w czasie okupacji w Organizacji Wojskowej „Wilki”. 25 kwietnia 1940 aresztowano członków grupy osadzając ich w więzieniu na Pawiaku, Agnieszka była wśród aresztowanych, więzionych, torturowanych i w końcu skazanych na śmierć. Znalazła się pośród 362 osób, które w dniach 20/21 czerwca 1940 roku zostały rozstrzelane i pochowane w zbiorowych, bezimiennych mogiłach, w Palmirach. Została upamiętniona symboliczną inskrypcją na grobowcu rodzinnym na cmentarzu w Lusowie. W 2017 ustalono miejsce jej pochówku w Palmirach i zidentyfikowano jej ciało.
Jej siostrą była Janina Lewandowska (1908–1940, ofiara zbrodni katyńskiej).

## Upamiętnienie
19 marca 2020 roku Narodowy Bank Polski wprowadził do obiegu okolicznościową srebrną monetę o nominale 10 zł „Katyń–Palmiry 1940”, upamiętniającą zamordowane siostry: Agnieszkę Dowbor-Muśnicką i Janinę Lewandowską.